# Best of Marlene Kuntz
Best of Marlene Kuntz è la prima raccolta dei Marlene Kuntz, pubblicata il 23 gennaio 2009.

## Il disco
L'album viene preceduto dal singolo Impressioni di settembre, cover di un brano della Premiata Forneria Marconi, il primo della loro discografia. Nel CD sono presenti altri due rifacimenti: La libertà di Giorgio Gaber e Non gioco più di Mina (già incisa nel 2004 per l'EP Fingendo la poesia) ed inoltre un brano inedito, Il pregiudizio.

## Tracce
1. Festa mesta - 4:16 - (da “Catartica”, 1994)
2. Canzone di oggi - 3:02 - (da “Che cosa vedi”, 2000)
3. Retrattile - 4:01 - (da “Il vile”, 1996)
4. Nuotando nell'aria - 5:22 - (da “Catartica”, 1994)
5. Non gioco più - 3:16 - (cover di Mina, dall'EP “Fingendo la poesia”, 2004)
6. Bellezza - 4:03 - (da “Bianco sporco”, 2005)
7. La canzone che scrivo per te - 4:09 - (dall'album “Che cosa vedi” del 2000)
8. La libertà (versione 2009) - 4:24 - (cover di Giorgio Gaber, inedito)
9. Musa - 5:04 - (dall'album “Uno” del 2007)
10. Il pregiudizio - 4:00 - (inedito)
11. La lira di Narciso - 3:57 - (dall'album “Bianco sporco” del 2005)
12. L'odio migliore - 3:51 - (dall'album “Ho ucciso paranoia” del 1999)
13. Come stavamo ieri - 4:46 - (dall'EP “Come di sdegno” del 1998)
14. Uno - 3:46 - (dall'album “Uno” del 2007)
15. Fingendo la poesia - 3:55 - (dall'album “Senza peso” del 2003)
16. Schiele, lei, me - 4:18 - (dall'album “Senza peso” del 2003)
17. Impressioni di settembre - 7:14 - (cover della Premiata Forneria Marconi)

## Classifiche
| Classifica (2009) | Posizione massima |
| ----------------- | ----------------- |
| Italia            | 13                |